# 列夫·托尔库诺夫
列夫·尼古拉耶维奇·托尔库诺夫（俄语：Лев Николаевич Толкунов，1919年1月22日—1989年7月13日），苏联新闻工作者，政治人物，历史学博士。曾任《消息报》主编，苏联最高苏维埃联盟院主席等职务。

## 生平
- 1919年1月22日生于苏俄库尔斯克省布克列夫卡村的一个铁路工人家庭。
- 1937年-1938年，全联盟新闻学院学习。
- 1938年-1941年，《真理报》担任记者、通讯员、编辑。
- 1941年-1944年，《真理报》驻加里宁、西北、布良斯克、乌克兰第4方面军、白俄罗斯第2方面军战地记者。1943年加入联共（布）。
- 1944年-1946年，联共（布）中央高级党校学习。[1]。
- 1946年-1947年，《真理报》记者。
- 1947年-1951年，共产党和工人党情报局机关报《争取持久和平，争取人民民主》报社党组副书记、编辑部主任。
- 1951年-1957年，《真理报》人民民主国家部副主编、主编。
- 1957年-1960年，苏共中央委员会部门顾问。
- 1960年-1965年10月，苏共中央社会主义国家共产党工人党联络部副部长、第一副部长。
- 1965年10月-1976年2月，苏联政府机关报《消息报》总编辑。1968年获历史学博士学位。
- 1976年2月-1983年2月，苏联新闻社理事会主席。
- 1983年2月-1984年4月，《消息报》总编辑。
- 1984年4月-1988年5月，苏联最高苏维埃联盟院主席。[2]
- 1988年5月起退休，享受莫斯科联邦养老金。
- 1989年7月13日于莫斯科逝世，享年70岁。葬于新圣女公墓。[3]

托尔库诺夫是苏共23-27大代表，第23-24届中央候补委员，第25-27届中央委员；第7-10届苏联最高苏维埃民族院代表，第11届苏联最高苏维埃联盟院代表。

## 荣誉
- 两次列宁勋章
- 十月革命勋章
- 一级卫国战争勋章
- 三次劳动红旗勋章
- 各民族人民友谊勋章
- 红星勋章
- 荣誉勋章
- 纪念列宁诞辰100周年奖章
- 1941－1945年伟大卫国战争战胜德国奖章
- 1941-1945年偉大衛國戰爭勝利二十週年獎章
- 1941-1945年偉大衛國戰爭勝利三十週年獎章
- 1941-1945年偉大衛國戰爭勝利四十週年獎章
- 苏联武装力量五十周年奖章
- 苏联武装力量六十周年奖章
- 苏联武装力量七十周年奖章
- 退休劳动者奖章